# William T. Davis
William Thompson Davis (1862-1945) fue un naturalista, entomólogo e historiador estadounidense, especialmente asociado a Staten Island en la ciudad de Nueva York. Estuvo destacado en los asuntos de Borough (Nueva York) durante toda su vida.

## Biografía
Davis nació en New Brighton, Staten Island en 1862. Su historia familiar en Staten Island se remonta al siglo XVII. Él era en gran parte autodidacta, pero no obstante hizo grandes contribuciones al estudio de la comunidad de Staten Island y la historia natural. Davis escribió varios libros sobre la historia y la geografía natural de Staten Island. En 1892, escribió Days Afield on Staten Island que cataloga las plantas y los animales de la isla, mientras que en Staten Island and Its People, donde fue coautor con Charles W. Leng (1859-1941) en 1930, es uno de los más grandes relatos de la historia de Staten Island. También fue un entomólogo que disfrutó de una reputación internacional como experto en las cigarras.

## Asuntos cívicos
En 1881, Davis y Nathaniel Britton, Arthur Hollick, Edward Delevan, y Charles W. Leng fundaron la Asociación de Ciencias Naturales de Staten Island. Esa organización sería más tarde el Staten Island Historical Society.
En la década de 1930, Davis y Loring McMillen llevaron voluntarios conservacionistas de la Staten Island Historical Society en la transformación de la Oficina deStaten Island Historical Society de la antigua sede del condado de Richmondtown en un museo. Ese fue el comienzo de Historic Richmond Town.
Las colecciones de la isla de Staten de la Sociedad Histórica incluyen material relacionado con William T. Davis, incluyendo un sombrero de paja que le pertenecía. that belonged to him.

## Refugio de vida silvestre
Un santuario de aves se ha creado en una zona pantanosa de New Springville, Staten Island, en 1933, a instancias de Davis. Se mantiene por la Sociedad Nacional Audubon y el Departamento de Parques y Recreación de la Ciudad de Nueva York. Ampliada a 1,1 km² en 1956, y pasó a llamarse William T. Davis Wildlife Refuge en su honor.

## Publicaciones
- Days Afield on Staten Island, 1892
- The Conference or Billopp House, 1927, Staten Island Historical Society[6]
- Staten Island and Its People: A History 1609 - 1929, with Charles W. Leng, five volumes, 1930, New York: Lewis Historical Publishing Company[6]
- La abreviatura «W.T.Davis» se emplea para indicar a William T. Davis como autoridad en la descripción y clasificación científica de los vegetales.[7]